# میانداناریوو
میانداناریوو (به لاتین: Miandanarivo) یک منطقهٔ مسکونی در ماداگاسکار است که در Tsiroanomandidy واقع شده‌است.
 میانداناریوو  ۱۱٬۰۰۰ نفر جمعیت دارد و ۸۰۰ متر بالاتر از سطح دریا واقع شده‌است.